# البرنسيسة (فلم)
البرنسيسة فيلم مصري من إنتاج عام 2013.
تاريخ عرض الفيلم يوافق عشية عيد الفطر لسنة 1434 هـ.

## القصة
فتاة فقيرة (علا غانم) تعمل بائعة مناديل وتحاول كسب قوتها من تنظيف السيارات، تحلم بأن تصبح ثرية فتقرر أن تحقق ذلك الحلم عن طريق العمل بأحد الملاهي الليلية إلى أن تنتهي حياتها بشكل مأساوي.

## طاقم التمثيل
- علا غانم
- راندا البحيري
- شمس
- ضياء الميرغني
- حسام فارس

## روابط خارجية
- مقالات تستعمل روابط فنية بلا صلة مع ويكي بيانات